# Hector Dyer
Hector Monroe Dyer (Los Angeles, 2 giugno 1910 – Fullerton, 19 maggio 1990) è stato un velocista statunitense.

## Palmarès

### Olimpiadi
- Oro a Los Angeles 1932 nella staffetta 4×100 metri.